# Michel Ciment
Pour les articles homonymes, voir Ciment (homonymie).
Ne doit pas être confondu avec Michel Cymes.
Michel Ciment, né Michel Cziment le 26 mai 1938 à Paris 1er et mort le 13 novembre 2023 à Paris 14e, est un écrivain, universitaire, critique de cinéma, journaliste et producteur de radio français.
Il est directeur de publication de la revue Positif et chroniqueur dans l’émission de France Inter « Le Masque et la Plume » pendant plus de cinquante ans ainsi que producteur de l'émission Projection privée à France Culture de 1990 à 2016 et maître de conférences en civilisation américaine à l'université Paris VII-Denis-Diderot.
Michel Ciment est l'auteur de nombreux livres sur le cinéma.

## Biographie

### Jeunesse
Né dans le 1er arrondissement de Paris le 26 mai 1938, Michel Ciment est le fils d'Alexander Cziment, un juif hongrois ayant rejoint la France dans les années 1920 pour fuir le fascisme de son pays natal. Sa mère, Hélène, ne révèle à son fils sa judéité qu’à l’âge de 95 ans. 
La famille doit se cacher pendant la guerre et échappe de peu à la rafle du Vel d'Hiv grâce à un policier qui les prévient la veille. Alexander Cziment se réfugie en Normandie, où il est caché par des paysans jusqu'à la fin de la guerre. Michel Cziment rejoint son père en Normandie, et sa mère fait des allers-retours à Paris. 
Après la guerre, leur patronyme est francisé de Cziment en Ciment, à son grand regret car il lui vaudra de nombreux quolibets et jeux de mots.
Son père, un artisan couturier spécialiste du plissé, travaillant pour des grandes maisons de la mode parisienne, est un homme aimé, mais un joueur invétéré, taciturne et inaccessible. Sa mère, petite main dans l’entreprise familiale, est une femme rayonnante qui lui fait découvrir la littérature, la peinture et le théâtre et l'emmène régulièrement au cinéma. 
Dès l'âge de huit ans, il découvre les films américains dans des cinémas populaires de Paris comme le Buffault, le Roxy ou le Helder et prend des notes dans des cahiers. Vers l'âge de quinze ans, il découvre d'autres styles de cinéma comme celui de Ford ou de Walsh, de Tati, Fellini, Bergman, Bresson, Antonioni.
Il étudie au lycée Condorcet où il a comme professeur Paul Bénichou, puis en hypokhâgne à Louis-Le-Grand où Gilles Deleuze est son professeur de philosophie. 
Il fréquente la Cinémathèque et commence à lire Les Cahiers du cinéma en 1955 et Positif en 1956. 
Il étudie ensuite à la Sorbonne, puis obtient en 1958 une bourse Fulbright, qui lui permet de poursuivre ses études aux États-Unis où une partie de sa famille paternelle s'est installée après avoir quitté la Hongrie,. Il intègre là-bas le Amherst College, dans le Massachusetts.
Il découvre et apprécie l’ouverture d’esprit et la proximité avec les enseignants qui règne dans les établissements d'enseignement américain. 
Sa pratique de l'anglais et sa connaissance de l'histoire américaine apporteront une dimension internationale à sa carrière.
Révolté et « très politisé », engagé contre la guerre d'Algérie, il se décrit comme étant plutôt de « gauche libertaire plus proche des surréalistes » que du parti communiste.

### Débuts
Michel Ciment s'intéresse très tôt au cinéma. Initié également par sa mère, il découvre des films plus exigeants et la cinémathèque de la rue d’Ulm. Une passion pour le cinéma émerge qui, conjuguée à celle de la littérature, le pousse à écrire sur le cinéma, à l'image des critiques de l’époque tels Roger Tailleur ou Robert Benayoun, chez qui il retrouve cet intérêt pour le surréalisme. Il écrit ses premiers textes dans une petite revue étudiante nommée CinémaTexte.
En 1963, alors qu'il est enseignant d'anglais dans un lycée de Suresnes, il fait parvenir un texte consacré au film d'Orson Welles Le Procès au comité de rédaction de la revue Positif qui publie son article,. Trois ans plus tard, il rejoint l'équipe et devient, de fait, le directeur de publication, bien que la revue de gauche, créée en 1952 et d'influence surréaliste, n'ait jamais vraiment eu de hiérarchie.

### Carrière
En 1970, sur invitation de François-Régis Bastide, il rejoint les critiques Georges Charensol et Jean-Louis Bory dans l'émission radiophonique Le Masque et la Plume, dont il reste membre jusqu'à son décès (il y est intervenu pour la dernière fois fin septembre 2023 pour défendre Le Grand Chariot de Philippe Garrel et Acide de Just Philippot). 
En 1973 il publie son premier livre, Kazan par Kazan, dans lequel il s'entretient avec le cinéaste. Sur le même modèle suivront des livres consacrés à Francesco Rosi, Joseph Losey, Jane Campion et, en particulier, Stanley Kubrick dont Michel Ciment est l'un des principaux exégètes. Son livre Kubrick, publié en français en 1980 avec une nouvelle édition en 2011, est traduit et publié dans plusieurs langues.
En 1968, il devient enseignant en cinéma et civilisation américaine à l’Université de Vincennes, puis à Paris VII où il exerce comme maître de conférences pendant une trentaine d'année.

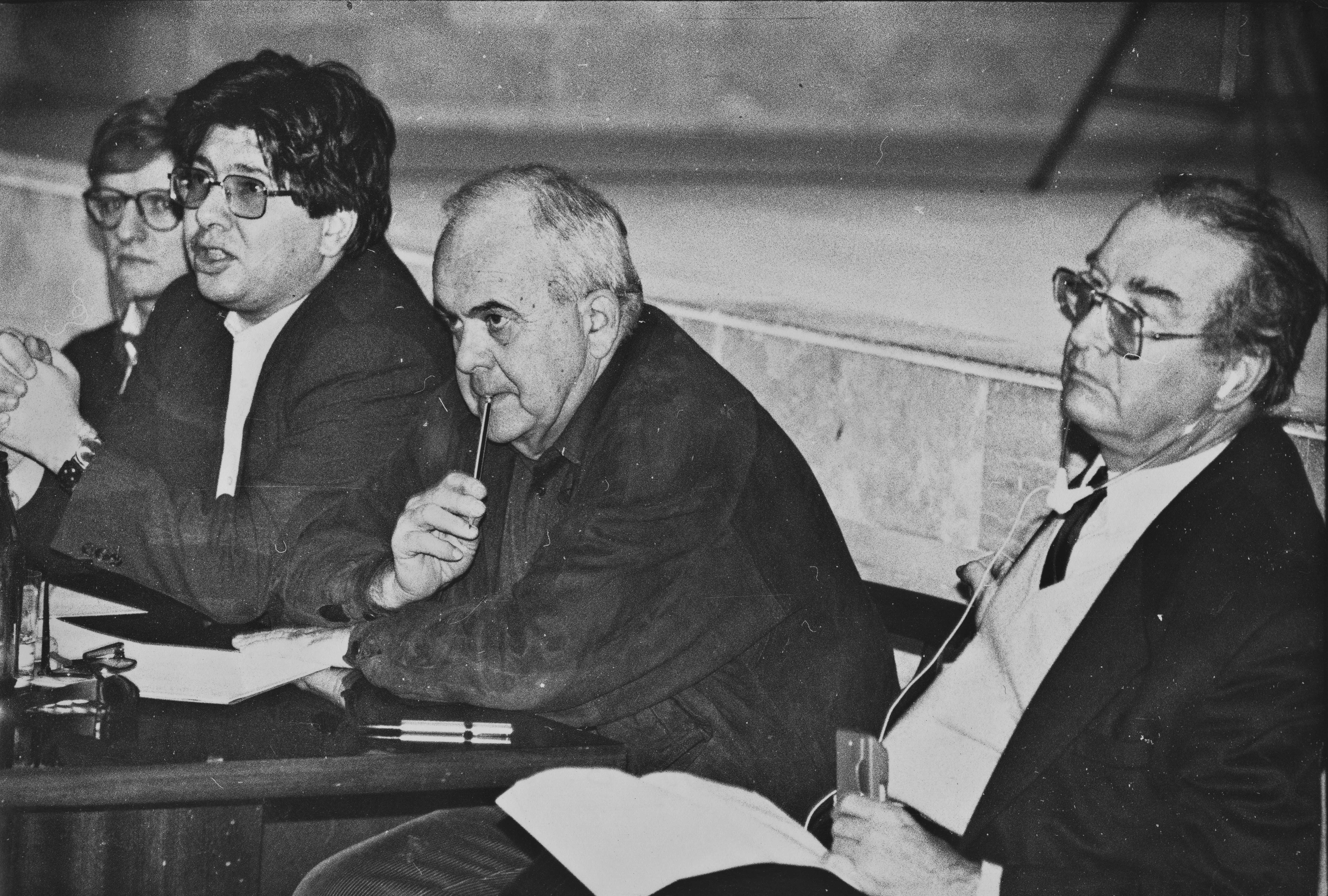
André Lange, Kirill Razlogov, Antonin Liehm et Michel Ciment lors du Festival des films interdits de Moscou, en janvier 1991.

Au début des années 1990, tout en continuant son travail à Positif, il lance une nouvelle émission radiophonique, Projection privée, à France Culture, dans laquelle, de 1990 à 2016, il reçoit un ou plusieurs invités venus discuter autour d'un thème inspiré par l'actualité cinématographique.
En 1994, il reçoit à Cannes le premier prix Maurice Bessy, qui récompense « une personnalité exerçant son activité ou son talent dans les domaines de l’écriture cinématographique ».
Adhérent du Syndicat Français de la Critique de Cinéma (SFCC), il en est membre du conseil d’administration, président, puis président d’honneur, sélectionneur de la Semaine de la critique et membre  de son jury littéraire.
Il est président, puis président honoraire de la Fédération internationale des critiques de film (FIPRESCI) et membre du jury dans plusieurs festivals de films comme le Festival de Cannes, le Festival du film de Venise, la Berlinale, le Festival du film de Taormine, de Londres, Locarno et Singapour.
En 1999, il crée avec Simone Lainé et Jacques Daumas les Rencontres des cinémas d'Europe à Aubenas, en Ardèche. Il en est le directeur artistique de 1999 à 2006 et fait venir des personnalités comme Francesco Rosi, John Boorman, Mike Leigh, Stephen Frears, Michel Audiard, Alain Corneau ou Ettore Scola.
En 2011, la Cinémathèque Française présente une exposition dédiée à Kubrick. C'est l'occasion pour France-Culture de proposer Stanley Kubrick, mon expérience du cinéma, une série en cinq épisodes d'entretiens de Michel Ciment avec le réalisateur. 
De 2012 jusqu'à sa mort, il fait partie du groupe d’experts du Centre national du cinéma et de l'image animée (CNC) chargé de l'examen des projets de numérisation et de restauration du patrimoine cinématographique français.

### Famille
Il est le père de Gilles Ciment et le grand-père d'Ulysse Ciment.

### Mort
Il meurt le 13 novembre 2023, à Paris à l'âge de 85 ans des suites d'une longue maladie. 
L’annonce de son décès suscite de nombreux hommages dans le monde entier. Des institutions, des confrères et des personnalités du cinéme saluent sa carrière, son amour du cinéma et son immense culture.
À Lyon, où le Festival Louis-Lumière venait de célébrer les soixante ans d’écriture critique de Michel Ciment par une lecture publique de ses textes, Thierry Frémaux, le directeur de l’Institut Lumière, salue le journaliste et essayiste qui fut l’interlocuteur français des plus grands, notamment Stanley Kubrick, dont il était l'un des très rares critiques à qui le cinéaste s'était confié longuement.
Ses obsèques se tiennent le 19 novembre au cimetière parisien de Pantin (division 137).

## Prise de position sur la critique

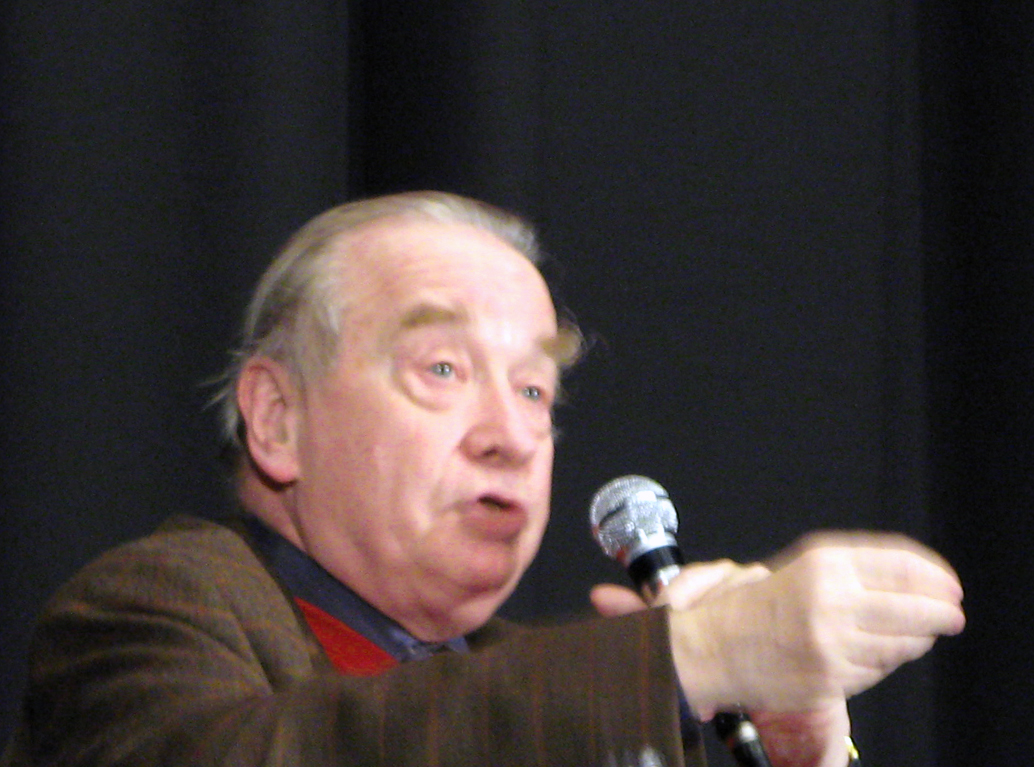
Michel Ciment à la maison de la culture d'Amiens (2007).

Il considère la critique de film comme un genre littéraire. Dans ses essais cinématographiques, Michel Ciment fait fréquemment référence aux autres arts comme la peinture, la littérature, le théâtre ou la musique qui ont pu inspirer les cinéastes.
Souvent appelé « Le pape de la critique cinématographique en France », un qualificatif qui lui déplaît, Michel Ciment est réputé pour avoir la dent dure notamment à l’encontre des critiques des Cahiers du cinéma, son ennemi historique, et s'inquiète des deux dangers qui menacent selon lui la critique : le populisme et l’élitisme.
Dans les années 1990 (notamment en 1997), Michel Ciment exprime à plusieurs reprises son inquiétude au sujet de l'impact sur le cinéma français de ce qu'il a appelé le « triangle des Bermudes » de la critique cinématographique, à savoir Les Cahiers du cinéma, Le Monde et Libération (auxquels il ajoutera Les Inrockuptibles). Sa critique a pour cibles une certaine doxa et une uniformisation des opinions à la suite de l'essaimage d'anciens collaborateurs des Cahiers du cinéma.

## Publications

### Ouvrages
- Kazan par Kazan, Paris, Calmann-Lévy, 1973
- Le Dossier Rosi, Paris, 1976
- Le Livre de Losey, Paris, 1979
- Kubrick, Paris, Calmann-Lévy, 1980, 1987 et 1999
- Les Conquérants d'un nouveau monde, essais sur le cinéma américain, Paris, 1981 ; éd. revue et augmentée avec une préface d'Emmanuel Carrère, Paris, Gallimard, coll. « Folio essais », 2015

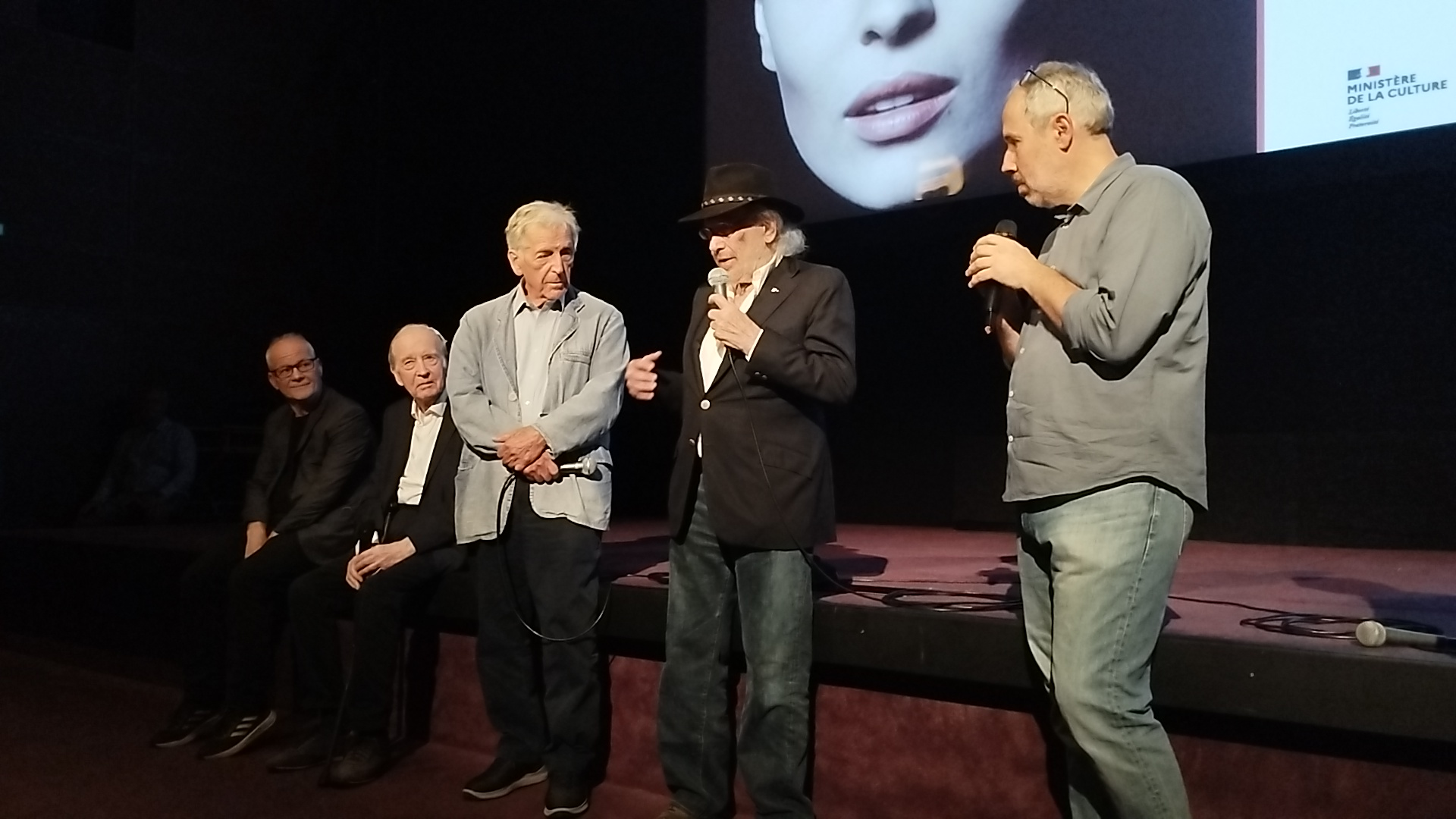
Thierry Frémaux, Michel Ciment, Costa-Gavras, Jerry Schatzberg et le traducteur de ce dernier, présentant Panique à Needle Park à la Cinémathèque française, en septembre 2023.

- Schatzberg, de la photo au cinéma, Paris, 1982
- Boorman : un visionnaire en son temps, Paris, 1985
- Theo Angelopoulos, Paris, 1989
- Le Crime à l'écran : une histoire de l'Amérique, Paris, Gallimard, coll. « Découvertes Gallimard/Arts » (no 139), 1992
- Passeport pour Hollywood : entretiens avec Wilder, Huston, Mankiewicz, Polanski, Forman & Wenders, Paris, Carlotta, 1992
- Joseph Losey : l'œil du Maître, textes réunis et présentés par Michel Ciment, Institut Lumière/Actes Sud, 1994
- Fritz Lang : le meurtre et la loi, Paris, Gallimard, coll. « Découvertes Gallimard/Arts » (no 442), 2003
- Petite planète cinématographique, Paris, Stock, 2003
- Jane Campion par Jane Campion, Paris, Cahiers du cinéma, 2014
- Une Renaissance américaine, entretiens avec 30 cinéastes, Paris, 2014
- Le Cinéma en partage, entretiens avec N.T. Binh, Paris, Rivages, 2014
- Une vie de cinéma, Paris, Gallimard, 2019 (mémoires)
- Boorman, un visionnaire en son temps, Paris, Marest éditeur, 2019
- Go West, Paris, Magnani, 2024

### Revues de cinéma
- Positif
- Le Monde
- L'Express
- Le Point
- Le Matin de Paris
- Globe
- Sight & Sound
- American Film
- Nuestro ciné
- Filmkultura

## Filmographie

### Long métrage (acteur)
- 1983 : Surexposé de James Toback : un diplomate

### Documentaires
- 1979 : Portrait d'un homme à 60% parfait : Billy Wilder d'Annie Tresgot : lui-même
- 1982 : Elia Kazan Outsider d'Annie Tresgot : lui-même
- 1987 : Francesco Rosi : Chronique d'un film annoncé de Christine Lipinska : lui-même
- 2011 : Il était une fois... Orange mécanique d'Antoine de Gaudemar (co-réalisateur)

## Radio
- Projection privée sur France Culture
- Le Masque et la Plume sur France Inter

## Distinctions

### Prix
- Prix littéraire du Syndicat français de la critique de cinéma :
  - 1977 : Le Dossier Rosi
  - 1985 : Boorman : un visionnaire en son temps
  - 2014 : Jane Campion par Jane Campion
- 1994 : Prix Maurice-Bessy
- 2016 : Prix Bernard-Chardère

### Décorations
- Chevalier de la Légion d'honneur[31]
- Chevalier de l'ordre national du Mérite[31]
- Officier de l'ordre des Arts et des Lettres[31]

### Autres
- Président d'honneur de la FIPRESCI et du Syndicat français de la critique de cinéma

### Émissions de radio
- « Michel Ciment, une vie en ciné-textes », France Culture, À voix nue par Tewfik Hakem, du 22 au 26 mai 2023, podcast en 5 épisodes de 29mn.
- Laure Adler, « Cinéphile, Michel Ciment », sur France Inter, L'Heure bleue, 26 février 2019, podcast 54mn.
- Archives de Projection privée, France Culture, podcast, 471 épisodes de 60mn.